# Alexis Manaster Ramer
Alexis Manaster Ramer (født 1956) er en polskfødt amerikansk sprogforsker, ph.d. 1981 fra University of Chicago). 
Han har en omfattende publikationsrække bag sig om syntaktisk typologi (især i relation til australske, ekimoiske og austronesiske sprog); om fonologisk teori i sammenhæng med fænomener som versifikation og talefejl; om sammenlignende sprogvidenskab (komparativ lingvistik) og etymologi inden for indoeuropæisk, uto-aztekisk og jiddisch); glottochronology og sprogklassifikation, især appliceret på (nostratisk, altaisk, haida-na-dene, pakawan/coahuiltekisk, tonkawa-nadene); om poetik (især inden for vedisk, homerisk græsk og litteratur på jiddisch; samt om lingvistikkens historie.
Manaster Ramer er grundlægger af ACLs særlige interessegruppe om matematisk lingvistik (SIGMOL) og organiserede den første videnskabelige konference om emnet.. 
Et festskrift til ham udkom i 2002, redigeret af Fabrice Cavoto: The linguist's linguist: A collection of paper in honour of Alexis Manaster Ramer (udkommet på LINCOM Europa, 
München).